# Brewing Up with Billy Bragg
Albums de Billy Bragg
Life's a Riot with Spy Vs Spy
(1983) Talking with the Taxman about Poetry
(1986)
Brewing Up with Billy Bragg est le deuxième album de Billy Bragg, sorti en novembre 1984.

## Réception
À sa sortie, Brewing Up with Billy Bragg se classe no 16 des ventes au Royaume-Uni.

## Titres
Toutes les chansons sont de Billy Bragg.

### Face 1
1. It Says Here – 4:18
2. Love Gets Dangerous – 2:23
3. The Myth of Trust – 2:54
4. From a Vauxhall Velox – 2:31
5. The Saturday Boy – 3:30
6. Island of No Return – 3:37

### Face 2
1. St Swithin's Day – 3:54
2. Like Soldiers Do – 2:39
3. This Guitar Says Sorry – 2:31
4. Strange Things Happen – 2:38
5. A Lover Sings – 3:54

## Musiciens
- Billy Bragg : chant, guitare
- Kenny Craddock : orgue
- Johnny Marr : guitare, tambourin, chœurs
- Dave Woodhead : trompette